# Walengracht
De Walengracht is een kanaal in de Nederlandse provincie Overijssel.
De Walengracht loopt van de Beulakerwijde naar het Giethoornsche Meer. Het kanaal is aangelegd in de tweede helft van de 16e eeuw. Via de Walengracht en de twee zijkanalen - de Cornelis Harmszsloot (Cornelisgracht) en de Jan Hozengracht - kon turf uit het veengebied rond Giethoorn worden afgevoerd. Deze zijkanalen werden later via de Dwarsgracht verbonden met de Bouwerssloot (Bouwersgracht) en de Tijsjessloot (Thijssengracht), die eveneens gebruikt werden voor de turfafvoer.
De Walengracht kan slechts gepasseerd worden via het voetveer bij Jonen, een pont die in de zomertijd bediend wordt en die in wintertijd vervangen wordt door een zelfbedieningspontje.
De Walengracht is een schakel in de vaarwegen, die het merengebied in de Kop van Overijssel verbinden met het Friese merengebied.

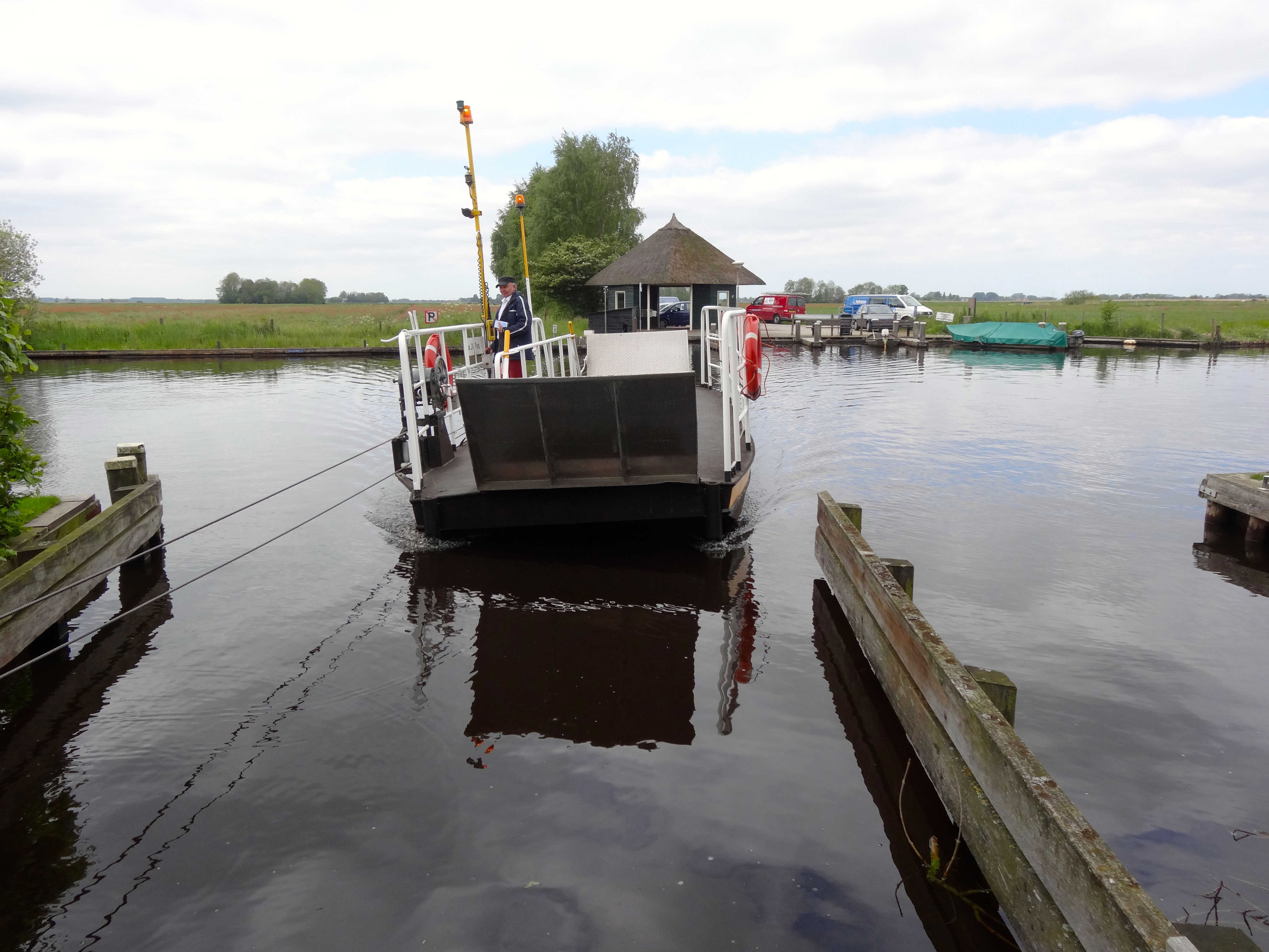
Voetveer over de Walengracht bij Jonen